# Friedrich Wischmann
Friedrich Johannes Christian Wischmann (* 1. Mai 1894 in Hohen Wangelin; † 1945 in Binz) war ein deutscher Philologe und Bühnenautor.

## Leben und Wirken
Friedrich Wischmann war ein Sohn des Pastors Heinrich (Joachim) Wischmann (1853–1906). Nach dem frühen Tod des Vaters zog die Familie nach Rostock. Er besuchte die Große Stadtschule Rostock bis zum Abitur 1914 und studierte Germanistik an den Universitäten Berlin, Rostock, München und wieder Rostock. Nach dem Studium war Wischmann in den 1920er Jahren für fünf Jahre Leiter der Heeresfachschule Schwedt/Oder. Er war später Studienrat in Breslau.
Ab 1935 trat er mit ersten Schauspielen aus seiner Feder an die Öffentlichkeit. Sein Blut-und-Boden-Drama Vogt Boy Fedders wurde am 10. Oktober 1935 vom Reichssender Breslau mit Musik von Günter Bialas ausgestrahlt. Die Städtischen Bühnen in Chemnitz erwarben die Rechte an seiner Komödie „Der Gouverneur“ und führten diese urauf. 1939 veröffentlichte er eine Geschichte der deutschen Dichtung aus nationalsozialistischer Sicht, die nach 1945 in der Sowjetischen Besatzungszone auf der Liste der auszusondernden Literatur stand.
Seit 1925 war er verheiratet mit Emma Mathilde Sophie, geb. Speckmann, einer Lehrerin aus Oldenburg. Er starb Anfang des Jahres 1945 auf der Insel Rügen.

## Werke
- Auf dem Rollsitz quer durch Mecklenburg. In: Mecklenburgische Monatshefte, 10 (1926), S. 517–523 (Digitalisat)
- Stimme im Sturm. 1935.
- Vogt Boy Fedders. Ein Schauspiel in fünf Akten. Dietzmann, Leipzig 1935.
- Der Gouverneur. Komödie. Leipzig 1938.
- Geschichte der deutschen Dichtung. Diesterweg, Frankfurt am Main 1939; 2., durchgesehene Auflage, Diesterweg, Frankfurt am Main 1941.